# Springfield (Maine)
Springfield és una població dels Estats Units a l'estat de Maine (EUA). Segons el cens del 2000 tenia 379 habitants.

## Demografia
Segons el cens del 2000, Springfield tenia 379 habitants, 150 habitatges, i 109 famílies. La densitat de població era de 3,8 habitants/km².
Dels 150 habitatges en un 30,7% hi vivien nens de menys de 18 anys, en un 58% hi vivien parelles casades, en un 8% dones solteres, i en un 27,3% no eren unitats familiars. En el 23,3% dels habitatges hi vivien persones soles el 12% de les quals corresponia a persones de 65 anys o més que vivien soles. El nombre mitjà de persones vivint en cada habitatge era de 2,53 i el nombre mitjà de persones que vivien en cada família era de 2,93.
Per edats la població es repartia de la següent manera: un 24,5% tenia menys de 18 anys, un 5,5% entre 18 i 24, un 27,7% entre 25 i 44, un 26,6% de 45 a 60 i un 15,6% 65 anys o més.
L'edat mediana era de 40 anys. Per cada 100 dones de 18 o més anys hi havia 113,4 homes.
La renda mediana per habitatge era de 26.875 $ i la renda mediana per família de 28.125 $. Els homes tenien una renda mediana de 29.063 $ mentre que les dones 27.500 $. La renda per capita de la població era de 12.082 $. Entorn del 14,3% de les famílies i el 16,9% de la població estaven per davall del llindar de pobresa.